# スバル・1500
スバル1500(SUBARU 1500)は、富士重工業（現・SUBARU）が試作開発した小型自動車。
1954年に最初の試作車が完成。富士重工業最初の乗用車であり、日本で初めてフル・モノコック構造の車体を採用した画期的な存在であったが、僅かな台数が試作されたに留まり、諸事情から量産・市販されなかった。開発時のコードネームはP-1。

## 概要
4ドア6人乗りのノッチバックセダン型小型乗用車。外見的にもスペースを有効活用したポンツーン・スタイルを用いた近代的デザインを備えていた（1950年発売のフォード・コンサルの影響が強いとされる）が、重要な点として軽量化のために日本の乗用車では初めて、世界でも早い時期のフル・モノコック構造を採用していた。
前輪はウィッシュボーン式独立懸架方式でコイルばね+複動式オイルダンパー支持、後輪は車軸懸架方式で、フリクションの少ない3枚板ばね（リーフスプリング）と複動式オイルダンパーを組み合わせたサスペンションを採用。乗り心地は好評で、ボディ・足回りの耐久性は同時期の他の日本製乗用車より秀でていたという。
駆動系統は、1.5L級の水冷直列4気筒OHVエンジンをフロントに搭載し、プロペラシャフトを介して後輪を駆動する、開発当時における一般的手法が用いられた。
愛称は当初社内募集だったが、「パンサー」「フェニックス」「坂東太郎」など、親しみを持ちにくい外国語案や自動車としては奇異な名称が集まり、全て却下された。
結局富士重工業初代社長の北謙治が、旧・中島飛行機系企業5社とそれらの合同で成立した富士重工業を昴星（プレアデス星団）の六連星になぞらえ、自ら「スバル」と命名した。「スバル」の名称を使用した最初の自動車である。

## 開発の経緯

### 試作車の製作まで
旧・中島飛行機を前身とする企業の一つで、群馬県伊勢崎市に本拠を置き、バスボディ生産を主力事業としていた富士自動車工業での社内プロジェクトが起源である。
1950年（昭和25年）、富士自動車工業専務取締役の松林敏夫は、普通乗用車の開発を企画した。伊勢崎でのバスボディ生産は好調だったが、当時の日本のバスボディ市場は過当競争状態でパイが限られ、将来的にこれに頼り切ることは好ましくないと考えられたからである。石油供給の好転や朝鮮戦争による特需景気（朝鮮特需）も新たな事業拡張の好機と考えられた。
1951年（昭和26年）1月、富士自動車工業の設計係長であった百瀬晋六は松林から乗用車開発を命じられた。百瀬は長野県塩尻市出身で戦時中に東京帝国大学（現・東京大学）工学部を卒業して中島飛行機に入社、航空エンジン用の排気タービン過給器（ターボチャージャー）開発に取り組んだ経歴もあったが、戦後伊勢崎工場所属となり、専らバスボディの設計に当たっていた。
百瀬はバスボディ設計の傍ら、文献を写真複写する写真家を伴って、GHQが運営する東京日比谷のCIE図書館に幾度も通った。こうして海外の自動車に関する最新の資料を収集し、これを研究することで開発の素地を作った。その結果、当時の小型車規格一杯のサイズである排気量1,500ccのセダンを製作することになった。
1952年（昭和27年）6月、中島飛行機時代から現場で叩き上げたベテラン技術者である小口芳門と、東京大学卒の新人であった室田公三が百瀬の下に配属され、彼らを中心とした小チームで、百瀬を主任設計者として1,500cc級の乗用車開発を開始した。一からの自動車開発は初めてであるだけに、関係者は自動車を理解することから開発を始め、苦心を重ねた。
試作車「P-1」のメカニズムは極力先進的な内容を志向し、当時の日本車ではとかく重量が嵩みがちであったことを念頭に、軽量化も考慮された。もっとも試作過程ではボディの製造が間に合わず、先行して製作されたドライブトレインを、トラック同様の仮のチャンネルフレームに組み付け、幌を張られた仮の車体を組んで試走を行う試行錯誤もあった。この試走用チャンネルフレームは社外の零細な鉄工所に外注したが、重量が予定を大幅に超過し、開発陣を悩ませた。
開発期間中に旧・中島飛行機系5企業の出資により「富士重工業」が設立され、1955年（昭和30年）4月には母体5社が富士重工業に吸収・合同することになるが、開発自体はその間も続行されていた。

### 試作車完成後
1954年（昭和29年）2月には4台の試作車が完成。百瀬晋六が上司の松林敏夫に試作車完成を報告すると、松林は「では試しに成田山まで行ってみよう」と発案した。百瀬らはトラブルを危惧しつつも、伊勢崎から成田まで悪路の多い関東縦走ドライブに出発したが、試作フレームでの試走を繰り返した実績もあって、大きなトラブルもなく往復ドライブを完遂した。
この車に当初積まれたエンジンは48 PSの1.5 L水冷直列4気筒OHVエンジン「FG4A型」であった。これは富士精密工業がプリンス自動車の依頼で製作したエンジンであり、フランス車プジョー・202のエンジンをベースに排気量を拡大して1952年（昭和27年）に開発した製品であった。プリンス以外のメーカーにFG4Aエンジンを供給する了承はプリンスから取られておらず、同クラスの乗用車を生産していて競合するプリンス側からの抗議もあり、富士精密からのエンジン供給は途絶した。
富士自動車工業側はこの事態を予測しており、対策を打っていた。当時の富士自動車工業は、自動車用には大きすぎる軽飛行機用エンジンと、小さすぎるスクーター用や汎用エンジンしか作っていなかったため、同じく旧中島飛行機系グループ企業でエンジン開発力のある大宮富士工業に代替エンジン開発を依頼した。
大宮富士工業では急遽、少数の若手スタッフの手で水冷直列4気筒OHV・1.5 Lの「L4-1型」エンジンを開発した。L-4はブリティッシュ・フォードやボクスホールなどの戦後型イギリス車エンジンを参考に開発されたもので、戦前型プジョーベースのFG4Aよりも近代化されており、重量は20 %以上も軽量、出力はより高い52 PS、最大トルクも11 kg-mを達成してP-1中期型以降の性能向上を実現、大宮富士工業の技術力を示した。
試作車は翌1955年（昭和30年）4月までに合計20台が製作された。うち11台はFG4A型エンジンが、残り9台はL4-1型エンジンが搭載されていた。14台はナンバーを取得し、うち6台を伊勢崎市・太田市・本庄市でタクシー会社向けに販売し、約1年間モニターをしてもらった。残りは自家用（社用車）を兼ねて別にテストを続けた。テスト結果はどれも好評だった。また1957年（昭和32年）に行われた運輸省の性能テストでも最優秀の成績を納めている。

### 計画の終焉
P-1の自動車としての完成度は高いものであり、富士重工業社長の北謙治もその将来性に期待を置いていたが、発足したばかりの富士重工業の経営的見地から判断した場合、国内にも先行メーカーが多数存在する1500cc級乗用車の市場へ新規参入するのは勝算が薄いこと、またボディ、エンジンとも量産体制を整えるための投資が過大であることが問題となり、1955年12月9日、スバル1500の本格量産計画は正式に見送られた。
こうした表向きの理由とは別に、当時富士重工のメインバンクで日産自動車の支援を行っていた日本興業銀行と、プリンス自動車（後に日産自動車と合併）に多額の出資をしていたブリヂストン会長石橋正二郎の意向があったと言われている。
富士重工業の当時の試作車はP-1のほか、エンジン他のコンポーネンツをP-1と共用したT-10と呼ばれる小型トラックも3台試作されている。
試作車のうち、残存するものはSUBARU群馬製作所矢島工場内の「スバルビジターセンター」に展示されている。

### その後
富士重工はスバル1500の正式販売断念と同時に、スクーター用エンジンのラインで生産可能な2サイクル356cc2気筒エンジンの開発、並びにそのエンジンを使用した軽自動車の開発に着手した。開発メンバーもスバル1500と重なっており、360の開発には先行したP-1での経験が多く活かされている。このプロジェクトに関してはスバル・360を参照のこと。